# Alessandro Spagna
Alessandro Spagna (Siracusa, 10 ottobre 1890 – 21 dicembre 1972) è stato un politico italiano.